# چهار چهارتایی
چهار چهارتایی (به انگلیسی: Four fours) یک معمای ریاضی است که هدف آن یافتن ساده‌ترین عبارت ریاضی برای هر عدد کامل از ۰ تا مقداری حداکثر، تنها با استفاده از نمادهای رایج ریاضی و رقم چهار است. هیچ رقم دیگری مجاز نیست. اکثر نسخه‌های معما مستلزم این هستند که هر عبارت دقیقاً چهار چهارتایی داشته باشد، اما برخی تغییرات مستلزم آن است که هر عبارت حداقل عدد چهار را داشته باشد. معما نیاز به مهارت و استدلال ریاضی دارد.
اولین مورد چاپ شده مسئله خاص چهار چهارتایی در دانش: مجله مصور علوم در سال ۱۸۸۱ است. مسئله مشابهی که شامل مرتب‌کردن چهار رقم یکسان برای برابری با مقدار معینی است، در کتاب درسی محبوب توماس دِیلْورث درسال ۱۷۳۴ ، دستیار مدیرمدرسه، خلاصه‌ای از حساب هم عملی و هم نظری، ارائه شد.
دبلیو دبلیو رَوس بال آن را در ویرایش ششم (۱۹۱۴) از تفریحات و مقالات ریاضی خود توصیف کرد. در این کتاب از آن به عنوان یک «تفریح سنتی» یاد شده‌است.
تغییرات زیادی از چهار چهار وجود دارد. تفاوت اصلی آنها این است که کدام نمادهای ریاضی مجاز هستند. اساساً همه تغییرات حداقل اجازه جمع ("+")، تفریق (" − ")، ضرب (" × ")، تقسیم ("÷")، و پرانتز، و همچنین الحاق (به عنوان مثال، "۴۴" مجاز است) را می‌دهد. . اکثراً عملیات فاکتوریل ("!")، توان (به عنوان مثال "44 4 ")، نقطه اعشار (".") و جذر ("√") را مجاز می‌دانند. سایر عملیات مجاز توسط برخی تغییرات عبارتند از: تابع وارون ("x/1")، زیرفاکتوریل ("!" قبل از عدد: ۴! برابر با ۹)، روخط (یک رقم بی‌نهایت تکرارشده)، یک ریشه دلخواه، تابع مربع (" sqr")، تابع مکعب ("مکعب")، ریشه مکعب، تابع گاما (()Γ، که در آن !Γ(x) = (x − 1))، و درصد ("٪"). بدین ترتیب
{\displaystyle 4\%=0.04}
{\displaystyle sqr(4)=16}
{\displaystyle cube(4)=64}
{\displaystyle {\sqrt {4}}=2}
{\displaystyle 4!=24}
{\displaystyle \Gamma (4)=6}
{\displaystyle !4=9}
{\displaystyle 4'={\frac {1}{4}}=0.25}
{\displaystyle .4=0.4={\frac {4}{10}}={\frac {2}{5}}}
{\displaystyle 4.4=4{\frac {2}{5}}}
{\displaystyle .{\overline {4}}=.4444...={\frac {4}{9}}}
و غیره.
استفاده رایج از روخط در این مسئله برای این مقدار است:
{\displaystyle .{\overline {4}}=.4444...={\frac {4}{9}}}
۱) می‌توان به‌طور مکرر و بدون استفاده از ۴های اضافی، ریشه‌های مربع گرفت
۲) یک جذر را می‌توان به عنوان توان نیز نوشت ((۱/۲)^)
۳) نماها دارای لگاریتم معکوس هستند.
{\displaystyle \underbrace {\sqrt {\sqrt {\cdots {\sqrt {4}}}}} _{n}=4^{(1/2)^{n}}}
با نوشتن جذر مکرر به این شکل می‌توانیم n را که تعداد ریشه‌های مربع است جدا کنیم:
{\displaystyle 4^{(1/2)^{n}}}
ما می‌توانیم هر دو توان را با استفاده از لگاریتم پایه ۴ جدا کنیم:
{\displaystyle \log _{4}4^{(1/2)^{n}}}

## جواب‌ها
در اینجا مجموعه‌ای از جواب‌های چهار چهارتایی برای اعداد ۰ تا ۳۲ با استفاده از قوانین معمولی آورده‌شده‌است.
```
۰ 
=
 
۴ ÷ ۴ × ۴ − ۴
 
=
 ۴۴ − ۴۴
 ۱ 
=
 
۴ ÷ ۴ + ۴ − ۴
 
=
 ۴۴ ÷ ۴۴
 ۲ 
=
 
۴ −(۴ + ۴)÷ ۴
 
=
 (۴۴ + ۴)÷ ۴!
 ۳ 
=
 
(۴ × ۴ − ۴)÷ ۴
 
=
 
(۴ + ۴ + ۴)÷ ۴

 ۴ 
=
 
۴ + ۴ ×(۴ − ۴)
 
=
 −۴۴ + ۴!+ ۴!
 ۵ 
=
 
(۴ × ۴ + ۴)÷ ۴
 
=
 (۴۴ − ۴!) ÷ ۴
 ۶ 
=
 
(۴ + ۴)÷ ۴ + ۴
 
=
 ۴٫۴ + ۴ ×.۴
 ۷ 
=
 
۴ + ۴ − ۴ ÷ ۴
 
=
 ۴۴ ÷ ۴ − ۴
 ۸ 
=
 
۴ ÷ ۴ × ۴ + ۴
 
=
 ۴٫۴ −.۴ + ۴
 ۹ 
=
 
۴ ÷ ۴ + ۴ + ۴
 
=
 ۴۴ ÷ ۴ −√۴
۱۰ 
=
 
(۴- (۴ ÷ ۴))!+۴
 (۴ + ۴ + ۴)-√۴ 
=
 (۴۴–۴)÷ ۴
۱۱ 
=
 (۴!×√۴ − ۴)÷ ۴ 
=
 √۴ ×(۴!−√۴)÷ ۴
۱۲ 
=
 
۴ ×(۴ − ۴ ÷ ۴)
 
=
 (۴۴ + ۴)÷ ۴
۱۳ 
=
 (۴!×√۴ + ۴)÷ ۴ 
=
 (۴ −.۴)÷.۴ + ۴
۱۴ 
=
 ۴ × ۴ − ۴ ÷√۴ 
=
 ۴ ×(√۴ +√۴)−√۴
۱۵ 
=
 
۴ × ۴ − ۴ ÷ ۴
 
=
 ۴۴ ÷ ۴ + ۴
۱۶ 
=
 
۴ × ۴ + ۴ − ۴
 
=
 (۴۴ − ۴)×.۴
۱۷ 
=
 
۴ × ۴ + ۴ ÷ ۴
 
=
 (۴۴ + ۴!) ÷ ۴
۱۸ 
=
 ۴ × ۴ + ۴ −√۴ 
=
 (۴۴ ÷√۴) − ۴
۱۹ 
=
 ۴!-(۴ + ۴ ÷ ۴) 
=
 (۴ + ۴ -.۴)÷.۴
۲۰ 
=
 
۴ ×(۴ ÷ ۴ + ۴)
 
=
 (۴۴ − ۴)÷√۴
۲۱ 
=
 ۴!- ۴ + ۴ ÷ ۴ 
=
 (۴۴ −√۴)÷√۴
۲۲ 
=
 ۴!÷ ۴ + ۴ × ۴ 
=
 ۴۴ ÷(۴ −√۴)
۲۳ 
=
 ۴!+ ۴ ÷ ۴ −√۴ 
=
 (۴۴ +√۴)÷√۴
۲۴ 
=
 
۴ × ۴ + ۴ + ۴
 
=
 (۴۴ + ۴)÷√۴
۲۵ 
=
 ۴!− ۴ ÷ ۴ +√۴ 
=
 (۴ + ۴ +√۴)÷.۴
۲۶ 
=
 ۴!+√۴ + ۴–۴
۲۷ 
=
 ۴!+√۴ +(۴ ÷ ۴)
۲۸ 
=
 
(۴ + ۴)× ۴ − ۴
 
=
 ۴! + ۴ + ۴–۴
۲۹ 
=
 ۴! + ۴ + (۴ ÷ ۴)
۳۰ 
=
 ۴! + ۴ + ۴ -√۴
۳۱ 
=
 ۴!+(۴!+ ۴)÷ ۴
۳۲ 
=
 
۴ × ۴ + ۴ × ۴
```

## گزیده‌ای از حل مسئله پنج پنج‌تایی
```
۱۳۹ = (((۵+(۵/۵))!/۵)-۵)
۱۴۰ = (.۵*(۵+(۵*۵۵)))
۱۴۱ = ((۵)!+((۵+(۵+.۵))/.۵))
۱۴۲ = ((۵)!+((۵۵/.۵)/۵))
۱۴۳ = ((((۵+(۵/۵)))!-۵)/۵)
۱۴۴ = ((((۵۵/۵)-۵))!/۵)
۱۴۵ = ((۵*(۵+(۵*۵)))-۵)
۱۴۶ = ((۵)!+((۵/۵)+(۵*۵)))
۱۴۷ = ((۵)!+((.۵*۵۵)-.۵))
۱۴۸ = ((۵)!+(.۵+(.۵*۵۵)))
۱۴۹ = (۵+(((۵+(۵/۵)))!+۵))
```

## گزیده‌ای از حل مسئله شش شش‌تایی
در جدول زیر، علامت .۶... مقدار ۶/۹ یا ۲/۳ (ده‌دهی متناوب ۶) را نشان می‌دهد.
```
۲۴۱ = ((.۶+((۶+۶)*(۶+۶)))/.۶)
۲۴۲ = ((۶*(۶+(۶*۶)))-(۶/.۶))
۲۴۳ = (۶+((۶*(.۶*۶۶))-.۶))
۲۴۴ = (.۶... *(۶+(۶*(۶۶–۶))))
۲۴۵ = ((((۶)!+((۶)!+۶۶))/۶)-۶)
۲۴۶ = (۶۶+(۶*((۶*۶)-۶)))
۲۴۷ = (۶۶+((۶+((۶)!/.۶...))/۶))
۲۴۸ = (۶*(۶+(۶*(۶-(.۶... /۶)))))
۲۴۹ = (.۶+(۶*(۶+((۶*۶)-.۶))))
۲۵۰ = (((۶*(۶*۶))-۶۶)/.۶)
۲۵۱ = ((۶*(۶+(۶*۶)))-(۶/۶))
```